# Juan Martín Velasco
Juan de Dios Martín Velasco (* 8. März 1934 in Santa Cruz del Valle, Provinz Ávila; † 5. April 2020 in Madrid) war ein spanischer römisch-katholischer Priester, Philosoph und Theologe. Er war Experte für die Phänomenologie der Religionen und galt als einer der besten spanischen Theologen der letzten Jahrzehnte.

## Leben
Martín Velasco studierte Theologie in Madrid und empfing 1956 die Priesterweihe. Er graduierte 1960 in Philosophie an der belgischen Katholieke Universiteit Leuven. An der Sorbonne in Paris absolvierte er ein Doktoratsstudium, verteidigte seine Dissertation über die Philosophie der Religion von Henry Duméry jedoch 1961 in Leuven. Anschließend setzte er sein Studium der Fundamentaltheologie und der Religionswissenschaften an der Albert-Ludwigs-Universität Freiburg fort.
Er war Professor für Phänomenologie der Religion an der Päpstlichen Universität von Salamanca und an der Kirchlichen Universität von San Dámaso (Universidad Eclesiástica San Dámaso) sowie am Institut für Religionswissenschaften der Complutense-Universität, am Masterstudium in Religion der Päpstlichen Universität Comillas und an der Universität von Granada. Über 16 Jahre lang leitete er das Instituto Superior de Pastoral de Madrid. Martín Velasco war Autor zahlreicher Bücher, Artikel und Kollaborationen über religiöse Tatsachen, Religionserfahrungen oder mystische Phänomene.
Er starb im April 2020 im Alter von 86 Jahren an den Folgen einer SARS-CoV-2-Infektion.

## Schriften (Auswahl)
- La transmisión de la fe en la sociedad contemporánea, Editorial Sal Terrae 2000, ISBN 978-8429314267
- El fenómemo místico : estudio comparado, Editorial Trotta 2000 (3. Auflage), ISBN 978-8481643152
- La experiencia cristiana de Dios, Editorial Trotta 2007 (5. Auflage), ISBN 978-8481649239
- Introducción a la fenomenología de la religión, Editorial Trotta 2007 (7. Auflage), ISBN 978-8481649239
- Orar para vivir, PPC Editorial 2008, ISBN 978-8428820967
- Fijos los ojos en Jesús, PPC Editorial 2012, ISBN 978-8428824446
- ¡Ojalá escuchéis hoy su voz!, PPC Editorial 2012, ISBN 978-8428823968
- Vivir la fe a la intemperie, Ediciones Narcea 2013, ISBN 978-8427719514
- Evangelii gaudium y los desafíos pastorales para la Iglesia, PPC Editorial 2014, ISBN 978-8428827706
- mit Óscar Rodríguez Maradiaga et al.: Humanización y Evangelio , PPC Editorial 2015, ISBN 978-8428828970
- Dar de beber al sediento, Publicaciones Claretianas 2016, ISBN 978-8479665234
- Creo en la Iglesia, PPC Editorial 2016, ISBN 978-8428829106
- Celebración cristiana, con pasión y esperanza, Centre de Pastoral Litúrgica 2018, ISBN 978-8481648331